# Výkonový efekt
Provoz na výkonovém efektu využívá zpětných vazeb v jaderném reaktoru. Při snížení výkonu reaktoru dojde ke snížení teploty paliva, což vede ke změně absorpce neutronů na palivu a tím se zlepší neutronová bilance v systému. To vede k nárůstu koeficientu násobení. A tedy je možné reaktor provozovat dále.

## Vysvětlení
Jaderný reaktor má různé zpětné vazby, které ovlivňují kritičnost systému. Bezpečnostní předpisy požadují, aby zpětné vazby působily proti zvyšování výkonu. Princip fungování lze vysvětlit následovně: Záporné zpětné vazby fungují podobně, jako by tam byla neviditelná tyč, která se při zvýšení výkonu trošku zasune, a tak vnese zápornou reaktivitu do systému. Tohoto jevu lze využít i opačným způsobem. Tedy snížením výkonu, které povede k povysunutí této neviditelné tyče.

## Výhody provozu na výkonovém efektu
Díky provozu na výkonovém efektu lze provozovat reaktor i v při vyčerpání zásob kladné reaktivity (tyče, kyselina boritá).

## Nevýhody provozu na výkonovém efektu
- Reaktor je provozován na nižším výkonu a tím vyrábí méně elektřiny, což vede k finančním ztrátám.
- Delší provoz reaktoru spotřebuje více paliva (než bylo plánováno), a je třeba tuto skutečnost zohlednit v další vsázce (do reaktoru je nutné zavést více čerstvého paliva nebo palivo s vyšším obohacením).
- Vyšší vyhoření paliva má vliv na další parametry budoucích vsázek